# Perc
A perc egy mértékegység, melynek időbeli és geometriai vonatkozása is van.

## Az idő
A valóság változásának két jellemzője van, az idő és a tér. Az idővel fejezzük ki az egyes történések folyamatba rendeződését. Segítségével meghatározhatjuk, hogy egy adott esemény mikor kezdődött, meddig tartott, és milyen hosszú perióduson keresztül zajlott.
Az idő SI-beli mértékegysége a másodperc, melynek jele s, a latin secundum szóból.

## Az idő mértékegységei
Perc, jele: min, 1 min = 60 s
Óra, jele: h, 1 h = 60 min = 3600 s
Nap, jele: d, 1 d = 24 h = 1440 min = 86400 s
További, jelölés nélküli mértékegységek:
Hét, mely hét napból áll.
Hónap, mely 28, 29, 30 vagy 31 napból áll.
Év, mely 365 vagy 366 napból áll.

## Perc a geometriában
A geometriában a perc a szög egyik mértékegysége. Egy szögperc egy fok 1/60-ad részének felel meg. Ugyanakkor egy szögperc 60 szögmásodpercre osztható. A szögperc jele a geometriában: ´, míg a szögmásodpercé: ˝.